# Atool
atoolは、複数のアーカイブファイル・圧縮ファイルに対応したコマンドラインファイルアーカイバである。Perlで書かれており、GNU GPL v2+の下で配布されている。

## 概要
atoolはtarやgzipなどのフロントエンドであり、共通のUIでこれらのコマンドが扱うファイルフォーマットを操作することができ、ファイルフォーマットによって異なるコマンドやそのオプションを覚える手間を省くことができる。
アーカイブの展開 (aunpack)・アーカイブの作成 (apack)・アーカイブ内のファイルの一覧を表示 (als)・アーカイブ内のファイルの表示 (acat)・アーカイブの比較 (adiff)・アーカイブの再作成 (arepack) を行うことができる。
ファイルフォーマットはfileや拡張子によって判断され、ファイルフォーマットに対応するコマンドが実行される。それぞれのアーカイブを扱うには、対応するコマンドがインストールされている必要がある。

## 実行例
カレントディレクトリ以下のファイルとディレクトリをまとめて『foo.tar.xz』を作成
```
apack
 
foo.tar.xz
 
*

```

『foo.tar.xz』を展開 (複数のファイルを含む場合、アーカイブと同名のサブディレクトリが作成され、その中に展開される)
```
aunpack
 
foo.tar.xz

```

『bar.7z』内のファイルの一覧を表示
```
als
 
bar.7z

```

『bar.7z』のファイルフォーマットを7zからZIPに変更して『bar.zip』を作成
```
arepack
 
bar.7z
 
bar.zip

```